# Albert van Raalte
Albert Bernhard van Raalte (Amsterdam, 21 mei 1890 – aldaar, 23 november 1952) was een Nederlands dirigent.

## Levensloop
Van Raaltes ouders waren Izak van Raalte, commissionair in effecten, en Carolina van Engel. Van Raalte trouwde op 23 juli 1918 met de operazangeres bij de Nederlandsche Opera Helene Horneman. Ze kregen een zoon Carol, die de medische wereld inging.
Vanaf zijn zevende jaar kreeg hij piano- en vioollessen. Hij behaalde het diploma van de driejarige Handels-HBS en werkte op aandringen van zijn vader korte tijd op de Effectenbeurs. Zijn eerste leraren op muziekgebied waren Herman Meerloo, Arnold Drilsma en Jan Willem Kersbergen. Het zag er in eerste instantie naar uit dat hij altviolist zou worden. Hij zat als zodanig in het Gürzenich Orchester.
Op aanbeveling van Arthur Nikisch werd Van Raalte in 1906 toegelaten tot het conservatorium in Keulen. Hij kreeg er les in orkestdirectie van Fritz Steinbach, vioolspel van Bram Eldering, pianospel van Lazzaro Uzielli en harmonieleer en contrapunt van Waldemar von Baussern. Hij studeerde drie jaar later cum laude af. Om in zijn levensonderhoud te voorzien speelde hij viool in een café, samen met Adolph en Fritz Busch, Fritz Reich en Hans Knappertsbusch.
Zijn dirigentencarrière begon in 1909 bij het Musikalische Gesellschaft in Keulen. Hij werd assistent van Nikisch, met wie hij een jaar op tournee ging door Europa. Ook volgde hij lessen in muziektheorie bij Max Reger en orkestdirectie bij Bruno Walter en Camille Saint-Saëns. Daarna was hij repetitor bij de Muntschouwburg in Brussel (1911-12) en assistent van Otto Lohse. In de jaren 1912-14 was hij koorrepetitor en dirigent bij de opera's van Leipzig en Dresden.
Na zijn terugkeer in Nederland leidde Van Raalte in 1915 en 1916 enkele zomerconcerten van het Residentie Orkest in het Scheveningse Kurhaus. Ook dirigeerde hij bij de toenmalige Coöperatieve Opera (1915), de Nederlandse Opera (1916-1919), de Nationale Opera (1919-1922) in Den Haag.
In 1921 leerde hij de danseres Isadora Duncan kennen. Zij nodigde hem uit naar Frankrijk te komen, waar Van Raalte veel concerten gaf. In 1923 dirigeerde hij twee herdenkingsconcerten voor Arthur Nikisch bij de Berliner Philharmoniker.  In 1924 richtte hij, met regisseur Alexander Poolman, het operagezelschap Co-operatie op, waarbij hun vrouwen de prima donna's waren. Hij bleef er tot 1929 leider. Omdat hij volgens hem op symfonische gebied niet geheel aan zijn trekken kwam, was hij in de periode 1927 tot 1933 buiten het operaseizoen te vinden bij het Royal National Scottish Orchestra in Glasgow
Op 1 januari 1928 trad Van Raalte in dienst van de AVRO in Hilversum. Dankzij de uitzendingen van het radio-orkest werd hij een bekende naam in heel Nederland. Ook trad hij op als gastdirigent in heel West-Europa. Na het uitbreken van de Tweede Wereldoorlog werd Van Raalte op 21 mei 1940 ontslagen door AVRO-directeur Willem Vogt. Vanaf april 1941 was hij dirigent van het Joodsch Symphonie Orkest, dat van de bezetter alleen muziek van joodse componisten mocht uitvoeren voor uitsluitend joods publiek. De orkestleden waren, net als Van Raalte zelf, ontslagen uit de andere Nederlandse symfonieorkesten. Eind juli 1942 kwam ook aan het Joodsch Symphonie Orkest een einde. Dankzij zijn huwelijk met de niet-joodse Helena Horneman kon Van Raalte tot het einde van de oorlog in Amsterdam blijven wonen.
Na de bevrijding in mei 1945 werd Van Raalte gevraagd het Radio Philharmonisch Orkest voor de gezamenlijke Nederlandse omroepen te formeren. Het eerste concert vond plaats op 7 oktober 1945.
Voor Radio Nederland werd op 15 juni 1946 voor de eerste keer een stereofonisch concert uitgezonden onder leiding van Van Raalte. Voor het orkest stond een kunsthoofd, waaraan links en rechts microfoons waren aangebracht, op een afstand die correspondeert met de afstand tussen de menselijke oren. De linkermicrofoon voerde het geluid naar de zender Hilversum 1, de rechter naar de zender Hilversum 2. De luisteraars kregen nauwkeurige aanwijzingen hoe ze thuis hun twee toestellen moesten plaatsen. Liefst op twee meter van elkaar tegen een muur en wel zo naar elkaar toegedraaid dat de linker en de rechter geluidskolommen elkaar ongeveer anderhalve meter van de muur sneden. Op dit snijpunt moest de luisteraar plaatsnemen even ver van het linker- als van het rechtertoestel.  Een analyse van de binnengekomen luisterrapporten bracht aan het licht, dat ruim negentig procent van de reagerende luisteraars geestdriftig was over het resultaat. Hoe het ook zij, de Technische Dienst van Radio Nederland kon met voldoening op deze proefuitzending terugzien. In 1949 werd Van Raalte als chef-dirigent opgevolgd door Paul van Kempen.

## Werk
Van Raalte voerde werk uit van componisten uit alle stijlperioden. Zijn eigen voorkeur ging uit naar de werken van Brahms, Mahler, Franck en Debussy. Ook heeft hij veel werk gedirigeerd van Nederlandse componisten. Hij stond in de periode 1920 tot 1946 vijfentwintig keer voor het Concertgebouworkest
Van Raalte componeerde zeven sonatines voor viool en piano, die verloren zijn gegaan. Ook maakte hij een orkesttransscriptie van Bachs Musicalisches Opfer.